# 日本共产党中央委员会书记局长
日本共产党中央委员会书记局长（日语：／ Nihon Kyōsantō Chūō iin-kai shoki kyokuchō）是日本共产党中央委员会书记局的负责人，与日本其他政党的干事长和书记长相当。书记局长由中央委员会总会选出，在党内实际地位次于委员长。不过，日本共产党党规中并没有规定日共中的最高职位，以中央委员会议长、书记局长和干部会委员长为“党三役”，行使党首职能。
二战以后，日本共产党重新活跃，设置书记长职务，仅次于中央委员会议长。但议长是荣誉职位，书记长掌握实际最高权力。1970年的第11回党大会上废除了书记长一职，其职权分割给干部会委员长和书记局长，其中书记局长仅次于干部会委员长。
日本共产党将不破哲三、志位和夫这些在党外默默无闻的年轻人提拔到书记长的职务上，作为未来党领导人的试金石。书记局长在得病疗养中会任命“书记局长代行”的职务，来临时代理书记局长事务。
该职位相当于其他共产主义政党的中央委员会办事机构中央书记处的主要负责人中央书记处书记。

## 日本共产党书记局长列表
| 代 | 書記局長 | 任期            |
| -- | -------- | --------------- |
| 1  | 不破哲三 | 1970年 - 1982年 |
| 2  | 金子满广 | 1982年 - 1990年 |
| 3  | 志位和夫 | 1990年 - 2000年 |
| 4  | 市田忠義 | 2000年 - 2014年 |
| 5  | 山下芳生 | 2014年 - 2016年 |
| 6  | 小池晃   | 2016年 -        |